# Mas-d'Auvignon
Mas-d'Auvignon is een gemeente in het Franse departement Gers (regio Occitanie) en telt 144 inwoners (2005). De plaats maakt deel uit van het arrondissement Condom.

## Geografie
De oppervlakte van Mas-d'Auvignon bedraagt 13,5 km², de bevolkingsdichtheid is 10,7 inwoners per km².
De onderstaande kaart toont de ligging van Mas-d'Auvignon met de belangrijkste infrastructuur en aangrenzende gemeenten.

## Demografie
Onderstaande figuur toont het verloop van het inwonertal (bron: INSEE-tellingen).